# Абу Ханифа ад-Динавари
Абу́ Хани́фа А́хмад ибн Дау́д ад-Ди́навари (араб. أبو حنيفة أحمد بن داود الدِينَوَرِي‎, ок. 815—895) — мусульманский учёный-энциклопедист, автор трудов в области астрономии, сельского хозяйства, ботаники, металлургии, географии, математики и истории.

## Биография
Родился в области Динавар, между Хамаданом и Керманшахом (совр. западный Иран). Он изучал астрономию, математику и механику в Исфахане и филологию и поэзию в Куфе и Басре. Его самым известным трудом считается так называемая «Книга растений», за авторство которой он считается основателем арабской ботаники. Он также написал книгу о происхождении народа курдов под названием «Ансаб-аль-Акрад».
Относительно его этнической принадлежности среди учёных нет единого мнения. Людвиг Адамец считает его курдом, в то время как «Энциклопедия ислама» классифицирует его как арабского филолога и учёного. В «Британнике» его называют персом или курдом, «Ираника» называют его персом.